# Walter Mondale
Walter Frederick Mondale, Fritz Mondale (ur. 5 stycznia 1928 w Ceylon, zm. 19 kwietnia 2021 w Minneapolis) – amerykański polityk, działacz Partii Demokratycznej, senator, 42. wiceprezydent Stanów Zjednoczonych (1977–1981) i kandydat tej partii w wyborach prezydenckich w 1984 r.

## Życiorys

### Młodość i wykształcenie
Urodził się 5 stycznia 1928 w Ceylon w stanie Minnesota, jako syn duchownego kościoła metodystów. Ukończył Mancester College w stolicy stanu St. Paul. W czasie wojny koreańskiej służył w stopniu kaprala w Fort Knox. Następnie zdobył wykształcenie prawnicze i rozpoczął praktykę w Minneapolis.

### Senator
Zanim został senatorem, zdobył pewną pozycję dzięki aktywnemu zaangażowaniu w kampanię wyborczą gubernatora Orville Freemana.

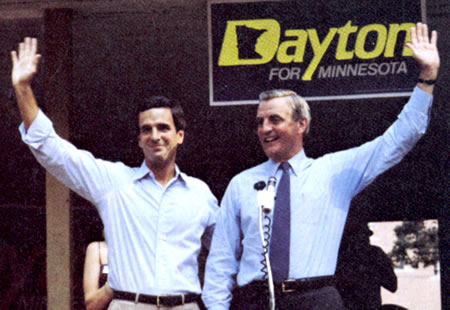
Senator Mondale i przyszły senator Mark Dayton

Kiedy urzędujący senator z Minnesoty – Hubert Humphrey – został wybrany na wiceprezydenta, Mondale został mianowany na jego miejsce. W roku 1966 został wybrany na własną, pełną kadencję i odnowił mandat w wyborach w 1972 r.

### Wiceprezydent
Zwycięzca prawyborów i nominat Partii Demokratycznej jako kandydat na prezydenta – były gubernator Georgii Jimmy Carter – wybrał senatora Mondale’a jako swego kandydata na wiceprezydenta. Tandem Carter-Mondale pokonał w listopadowych wyborach urzędującego republikańskiego prezydenta Geralda Forda i kandydującego u jego boku senatora Roberta Dole’a – późniejszego kandydata na urząd prezydenta w roku 1996. 
Mondale był pierwszym wiceprezydentem, który zamieszkał w oficjalnej rezydencji zastępcy głowy państwa.
Carter i Mondale zostali ponownie nominowani w wyborczym roku w 1980, ale zostali pokonani przez republikański tandem Ronald Reagan-George H.W. Bush.

### Kandydat na prezydenta
Po odejściu z urzędu wiceprezydenta powrócił na krótko po praktyki prawnej, ale niebawem ponownie zagościł na scenie politycznej. W roku 1984 odbywały się w wybory prezydenckie.
Po serii zwycięstw w prawyborach – został mianowany kandydatem na prezydenta Partii Demokratycznej. Startował przeciwko urzędującemu prezydentowi Reaganowi. Jako pierwszy kandydat jednej z dwóch głównych partii w amerykańskiej historii wybrał, jako kandydata na wiceprezydenta, kobietę – kongresmenkę z Nowego Jorku Geraldine Ferraro. Oparł swoją kampanię na liberalnej platformie, co miało być alternatywą dla konserwatywnego programu Reagana.
Reagan cieszył się wówczas dużą popularnością, więc demokraci – mimo posiadania pewnych mocnych kart, między innymi istnienia dużego deficytu budżetowego – przegrali wybory. Reagan uzyskał 54 455 472 głosy (co stanowiło 58,77%), natomiast Mondale 37 577 352 (40,56%). Zwycięstwo Reagana wyglądało jeszcze bardziej przytłaczająco w kolegium elektorskim. Urzędujący prezydent wygrał wybory w 49 stanach (na 50) uzyskując 525 głosów, natomiast Mondale uzyskał większość tylko w swojej rodzinnej Minnesocie oraz Dystrykcie Kolumbii, co dało mu zaledwie 13 głosów. Reagan uzyskał zatem największą przewagę w głosowaniu elektorskim w historii USA. (rekord pod względem przewagi w głosowaniu powszechnym należał do Lyndona Johnsona w 1964).
Mimo druzgoczącej przegranej w Kolegium, Mondale uzyskał większy odsetek głosów powszechnych, niż prezydent Bush, kiedy ten starał się w wyborach roku 1992 o reelekcję, chociaż Bush miał znacznie więcej miejsc w kolegium. Stało się tak z uwagi na specyfikę amerykańskiej ordynacji wyborczej.

### Dalsza kariera
Po porażce w wyborach prezydenckich powrócił do praktyki adwokackiej. Natomiast w latach 1986–1993 był przewodniczącym Demokratycznego Instytutu ds. Spraw Zagranicznych.

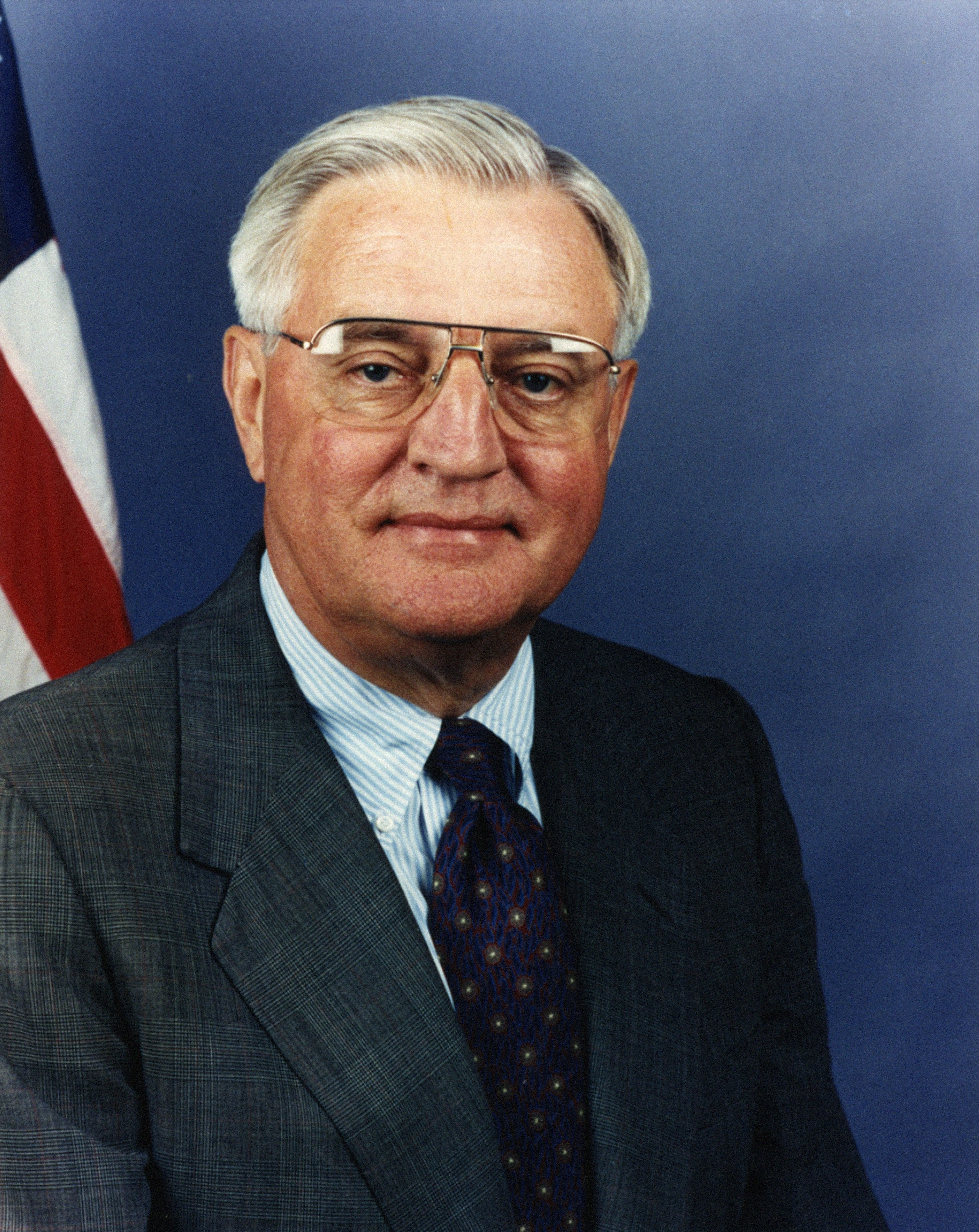
Jako ambasador w Japonii

W 1993 roku nowy, demokratyczny, prezydent Bill Clinton mianował byłego wiceprezydenta ambasadorem w Japonii. Funkcję tę Mondale pełnił do roku 1996. W 1998 roku był też wysłannikiem Clintona w Indonezji.
W 2007 roku został konsulem honorowym Norwegii w Minneapolis.

### Nieudany come back
Tuż przed wyborami parlamentarnymi w roku 2002, ubiegający się o ponowny wybór senator z Minnesoty Paul Wellstone zginął w wypadku lotniczym. W tej sytuacji demokraci w stanie swym kandydatem mianowali 74-letniego byłego wiceprezydenta. Mondale przegrał jednak wybory ze swym republikańskim oponentem Normem Colemanem niewielką różnicą głosów.
Po przegranych wyborach oświadczył, że to jego ostatnia kampania wyborcza w życiu.

## Życie osobiste
Był żonaty od 27 grudnia 1955 z Joan Adams (ur. 8 sierpnia 1930, zm. 2014). Mieli trójkę dzieci: synów Theodore’a Mondale’a (ur. 12 października 1957), Williama Halla Mondale’a (ur. 7 lutego 1962). Ich jedyna córka Eleanor Jane Mondale (ur. 19 stycznia 1960), jest znaną osobistością telewizyjną.

## Odznaczenia
- Krzyż Wielki Królewskiego Norweskiego Orderu Zasługi – 1995, Norwegia
- Order Kwiatów Paulowni – 2008, Japonia[4]